# Saison 1 de Chuck
Chronologie
Saison 2
La première saison de Chuck, série télévisée américaine, est constituée de treize épisodes et a été diffusée du 24 septembre 2007 au 24 janvier 2008 sur NBC. Cette première saison n'est composée que de treize épisodes due à la Grève de la Writers Guild of America de 2007.

## Synopsis
Chuck Bartowski est un geek, un passionné d'ordinateurs qui travaille au Buy More, une grande surface d'électroménager et d'électronique, plus particulièrement dans le SAV informatique appelé Nerd Herd, qui est une parodie de Geek Squad. Sa vie va basculer le jour où Bryce Larkin, son ancien meilleur ami de l'Université Stanford, lui envoie un courriel mystérieux qui contient toute la base de données cryptées réunissant les informations de la NSA et de la CIA, l’Intersecret (Intersect en VO). L'inconscient de Chuck détient alors toutes les données de ces deux agences qui se révèlent par des flashs à la vue de certains objets ou personnes. Arrivent aussitôt John Casey de la NSA, un homme d'une grande force physique, intelligent et surtout fidèle à son pays ainsi que Sarah Walker de la CIA, une très belle femme pleine de talent et de charme, qui l'initient au monde de l'espionnage et tentent de le protéger de toutes ses aventures. Sa vie est alors partagée entre son emploi au Buy More, son meilleur ami Morgan Grimes, sa sœur Ellie, les missions d'espionnage et les mystères de sa vie…

## Distribution

### Acteurs principaux
- Zachary Levi (VF : Tanguy Goasdoué) : Charles « Chuck » Irving Bartowski
- Yvonne Strahovski (VF : Laura Blanc) : Sarah Lisa Walker
- Adam Baldwin (VF : David Krüger) : major John Casey
- Joshua Gomez (VF : William Coryn) : Morgan Grimes
- Sarah Lancaster (VF : Caroline Lallau) : Eleanor « Ellie » Bartowski-Woodcomb

### Acteurs récurrents
- Ryan McPartlin (VF : Stéphane Pouplard) : Devon Woodcomb alias « Capitaine Trop Top » (« Captain Awesome » en VO)
- Mark Christopher Lawrence (VF : Pascal Massix) : Michael « Big Mike » Tucker
- Scott Krinsky (VF : Jacques Bouanich) : Jefferson « Jeff » Barnes
- Vik Sahay (VF : Pascal Nowak) : Lester Patel
- Julia Ling (VF : Ysa Ferrer) : Anna Melinda Wu
- Bonita Friedericy (VF : Françoise Pavy) : le général Diane Beckman
- Matthew Bomer (VF : Jérémy Bardeau) : Bryce Larkin
- C. S. Lee : (VF : Pierre Val) : Harry Tiberius Tang
- Tony Todd (VF : Thierry Desroses) : Langston Graham, le directeur de la CIA

### Invités
- Dale Dye (VF : Marc Cassot) : le général Stanfield (épisode 1)
- Wendy Makkena (VF : Françoise Pavy) : la directrice de la NSA (épisode 1)
- Nicolas Pajon (VF : Thibaut Belfodil) : le poseur de bombes (épisode 1)
- Jim Pirri (en) (VF : Philippe Sollier) : le père (épisode 1)
- Kristine Blackport (VF : Dorothée Pousséo) : la jeune femme no 4 (épisode 1)
- Mel Fair (VF : Thibaut Belfodil) : le journaliste TV (épisode 1)
- John Fleck (VF : Guy Chapellier) : Dr Jonas Zarnow (épisode 2)
- Lorena Bernal (VF : Laurence Charpentier) : Malena / la Ciudad (épisode 3)
- Neil Dickson (en) (VF : Nicolas Marié) : l'agent du MI-6 (épisode 3)
- Grant Thompson (VF : Tristan Petitgirard) : Allan Watterman (épisode 3)
- Matthew Willig (en) : Uri (épisode 3)
- Keli Daniels (VF : Pauline de Meurville) : l'employée de l'hôtel (épisode 3)
- Mini Anden (VF : Élisabeth Ventura) : Carina Miller, espionne et ex-équipière de Sarah (épisode 4)
- Iqbal Theba (VF : Pierre Laurent) : Peyman Alahi (épisode 4)
- Gwendoline Yeo (VF : Yumi Fujimori) : Mei-Ling Cho (épisode 5)
- James Hong : Ben Lo Pan (épisode 5)
- Noel True (VF : Pauline de Meurville) : Meg (épisode 5)
- Jonathan Sadowski (VF : Donald Reignoux) : Laszlo Mahnovski (épisode 6)
- Scott Alan Smith (VF : Jérôme Keen) : le professeur Fleming (épisode 7)
- Kevin Weisman (VF : José Luccioni) : Riardon Pane (épisode 8)
- Emy Coligado (VF : Laurence Sacquet) : Poppy Tang (épisode 8)
- Rachel Bilson (VF : Karine Foviau) : Lou Palone (épisodes 8 et 9)
- Anthony Ruivivar (VF : Luc Boulad) : Tommy (épisodes 9 et 10)
- Michael Wiseman (VF : Arnaud Arbessier) : Lon Kirk (épisode 11)
- Ivana Miličević (VF : Dominique Westberg) : Ilsa Trinchina (épisode 12)
- Pasha D. Lychnikoff (VF : Bernard Métraux) : Victor Federov (épisode 12)
- Mark Derwin (VF : Pascal Germain) : inspecteur Conway / Longshore (épisode 13)

## Liste des épisodes
1. Espion malgré lui
2. Hélico presto
3. Tango, tango
4. Brillante mission
5. Double Vie
6. Un ver de trop
7. Retour aux sources
8. Tout, vous saurez tout
9. Pris en sandwich
10. La Bête noire
11. Charité et Faux Billets
12. Mariage à la russe
13. Bijoux de famille

### Épisode 1:Espion malgré lui
- États-Unis : 24 septembre 2007 sur NBC
- Royaume-Uni : 7 avril 2008 sur Channel One (en)
- France : 
  - 9 novembre 2008 sur TF1
  - 1er octobre 2011 sur NT1[1]
- Belgique : 21 novembre 2008 sur La Deux
- Québec : 4 mars 2009 sur Ztélé

Les musiques utilisés sont : 
- A Comet Appears (The Shins)
- Any Way You Want It (Journey)
- Cellphone’s Dead (Beck)
- Cobrastyle (Teddybears) - For A Fistful Of Dollars (Ennio Morricone)
- Into Your Dream (Foreign Born)
- The Missionary (The Brothers Martin)
- Put Your Money Where Your Mouth Is (Jet)
- See the World (Gomez)

- États-Unis : 9,21 millions de téléspectateurs (première diffusion)
- France : 2,9 millions de téléspectateurs (première diffusion sur TF1)

- Bruno Amato (un agent de sécurité)
- Wendy Makkena (le directeur de la National Intelligence)

- Dans cet épisode, mais aussi tout au long de la série, Chuck fait référence au jeu vidéo, Zork (série de jeux vidéo d'aventure textuel). Dans la série, Chuck et Bryce avaient programmé leur propre version du jeu sur un TRS-80 (un micro-ordinateur).
- Quand Sarah rentre dans le magasin pour faire réparer son téléphone, Morgan la compare à Vicki Vale qui est un personnage de fiction du film Batman de 1989.
- Durant l'épisode, il est possible d'apercevoir l'affiche du film La Mort aux trousses.

### Épisode 2:Hélico presto
- États-Unis : 1er octobre 2007 sur NBC
- France : 
  - 16 novembre 2008 sur TF1
  - 1er octobre 2011 sur NT1[1]
- Belgique : 21 novembre 2008 sur La Deux
- Québec : 11 mars 2009 sur Ztélé

Les musiques utilisés sont :
- Challengers (The New Pornographers)
- Don't Make Me a Target (Spoon)
- Gone Daddy Gone (Gnarls Barkley)
- Lust for Life (Iggy Pop)

- États-Unis : 8,39 millions de téléspectateurs (première diffusion)

- John Fleck (Dr Jonas Zarnow)

- Lors d'un flash, Chuck parle d'un avion qui s'est écrasé, le « vol 815 de l'Oceanic Flight », ce qui fait référence au nom de l'avion qui se crashe dans la série télévisée Lost : Les Disparus.
- Durant l'épisode, il est possible d'apercevoir les affiches du film Tron (1982)et Old Boy (2003).

- Une erreur est à noter : Chuck n'est pas censé connaitre le Dr Zarnow, bien qu'il l'ait reconnu quand ce dernier a enlevé Sarah.

### Épisode 3:Tango, tango
- États-Unis : 8 octobre 2007 sur NBC
- France : 
  - 23 novembre 2008 sur TF1
  - 8 octobre 2011 sur NT1[1]
- Belgique : 28 novembre 2008 sur La Deux
- Québec : 18 mars 2009 sur Ztélé

Les musiques utilisées sont :
- Don't You Evah (Spoon)
- Santa María (del Buen Ayre) (Gotan Project)
- Duettino - Sull'aria (Mozart)
- The General Specific (Band of Horses)
- Slow Show (The National)

- États-Unis : 7,21 millions de téléspectateurs (première diffusion)

- Lorena Bernal (Malena, la Ciudad)
- Adrian Kali Turner (Ray)

### Épisode 4:Brillante mission
- États-Unis : 15 octobre 2007 sur NBC
- Belgique : 28 novembre 2008 sur La Deux
- France : 
  - 4 janvier 2009 sur TF1 (à la suite d'un problème de TF1)
  - 8 octobre 2011 sur NT1[1]
- Québec : 25 mars 2009 sur Ztélé

les musiques utilisées sont :
- Yea Yeah (Matt and Kim)
- Wild Girl (Matt Pond PA)
- Fall Into Place (Apartment)
- Gone Daddy Gone (Violent Femmes)
- Weird Science (Does It Offend You, Yeah?)
- Shy (Matthew Dear)

- États-Unis : 8,36 millions de téléspectateurs (première diffusion)

- Mini Anden (Carina Miller)
- Iqbal Theba (Peyman Alahi)

- Des références évoquées de manière succincte à des jeux vidéo sont faites comme : Halo 3 (jeu de tir à la première personne) et World of Warcraft (MMORPG).
- Dans l'épisode, le « véritable » deuxième prénom de Sarah qui est : « Lisa » est révélé.

### Épisode 5:Double Vie
- États-Unis : 22 octobre 2007 sur NBC
- France :
  - 30 novembre 2008 sur TF1
  - 15 octobre 2011 sur NT1[1]
- Belgique : 5 décembre 2008 sur La Deux
- Québec : 1er avril 2009 sur Ztélé

les musiques utilisées sont :
- Women's Wear (Daniel May)
- Private Eyes (Hall and Oates)
- Sister In Love (Enevelopes)
- Lake Michigan (Rogue Wave)

- États-Unis : 7,22 millions de téléspectateurs (première diffusion)

- James Hong (Ben Lo Pan)
- Rick Hoffman (agent Scary)
- Victor Wolf (Juan)
- Noel True (Meg)
- Jesse Heiman (Fernando)

- Chuck fait référence aux films Soleil de nuit de Taylor Hackford et À la poursuite d'Octobre rouge de John McTiernan quand il propose de demander à Mei-Ling de retourner sa veste.

### Épisode 6:Un ver de trop
- États-Unis : 29 octobre 2007 sur NBC
- Belgique : 5 décembre 2008 sur La Deux
- France : 
  - 7 décembre 2008 sur TF1
  - 15 octobre 2011 sur NT1[1]
- Québec : 8 avril 2009 sur Ztélé

les musiques utilisées sont :
- Dice (Finley Quaye et William Orbit)
- It Takes Two (Rob Base and DJ E-Z Rock)
- All Right Now (Free)
- The Weight of the World (Editors) - When Johnny Comes Marching Home

- États-Unis : 7,65 millions de téléspectateurs (première diffusion)

- Jonathan Sadowski (Ben Katz / Lazslo Mahnovski)
- Rick Hoffman (agent Scary)
- David Burke (H.R. Manager)
- Jesse Heiman (Fernando)

- Une référence à la célèbre convention, le Comic-Con est faite.
- À de nombreuses reprises, il est possible d'apercevoir l'affiche du film Dune de David Lynch, notamment la scène où Morgan et Chuck discutent du costume qu'ils vont porter pour le soir d'Halloween, « le ver des sables ».
- Sur une photo, Sarah est déguisée en princesse Leia Organa et Chuck en Han Solo, faisant ainsi référence à la saga Star Wars.
- Une référence au film Psychose d'Alfred Hitchcock (1960) est utilisée par Jeff quand il apprend que Lester vit encore chez sa mère.

### Épisode 7:Retour aux sources
- États-Unis : 5 novembre 2007 sur NBC
- Belgique : 12 décembre 2008 sur La Deux
- France : 
  - 14 décembre 2008 sur TF1
  - 22 octobre 2011 sur NT1[1]
- Québec : 15 avril 2009 sur Ztélé

les musiques utilisées sont :
- Don't Look Back in Anger (Oasis)
- For the Girl (The Fratellis)
- Maneater (Hall and Oates)

- États-Unis : 7,65 millions de téléspectateurs (première diffusion)

- Phil Abrams (libraire de Stanford)
- Jesse Heiman (Fernando)

- Au Buy More, un poster de Mario Bros. est affiché.
- Il y a également des références aux jeux vidéo : Zork et EverQuest  (MMORPG).
- À plusieurs reprises, il est possible d'entendre la chanson Don't Look Back in Anger du groupe Oasis.
- Un clin d'œil au film Karaté Kid 2 est fait lorsque Chuck évoque une soirée karaoké où Morgan a chanté The Glory of Love de Peter Cetera.
- Un des anciens professeurs de Chuck porte le nom de Flemming, ce qui fait référence au créateur, portant le même nom, du personnage et espion « James Bond ».

### Épisode 8:Tout, vous saurez tout
- États-Unis : 12 novembre 2007 sur NBC
- Belgique : 19 décembre 2008 sur La Deux
- France : 
  - 11 janvier 2009 sur TF1
  - 22 octobre 2011 sur NT1[1]
- Québec : 22 avril 2009 sur Ztélé

les musiques utilisées sont :
- Toxic (Britney Spears)
- Fresh Feeling (Eels)
- Ain't I Been Good to You (The Isley Brothers)

- États-Unis : 7,56 millions de téléspectateurs (première diffusion)

- Rachel Bilson (Lou Palone)
- Kevin Weisman (Riardon Payne)
- Emy Coligado (Mme Tang)

- Dans l'épisode en version originale, Chuck manque d’avaler de travers son café et marmone « Hot coffee », une référence au jeu vidéo Grand Theft Auto: San Andreas.
- Au cours de l'épisode, l'un des protagonistes pousse un cri Wilhelm.

### Épisode 9:Pris en sandwich
- États-Unis : 19 novembre 2007 sur NBC
- Belgique : 19 décembre 2008 sur La Deux
- France : 
  - 18 janvier 2009 sur TF1
  - 29 octobre 2011 sur NT1[1]
- Québec : 29 avril 2009 sur Ztélé

les musiques utilisées sont :
- My Absent Will (Meredith Bragg et The Terminals)
- Let’s Get Crackin’ (DeeTown All-Stars)

- États-Unis : 7,79 millions de téléspectateurs (première diffusion)

- Rachel Bilson (Lou Palone)
- Anthony Ruivivar (Tommy)
- John Kapelos (Stavros Demitrios)
- Mo Anouti (garde du corps)

- À plusieurs reprises, Morgan fait référence au jeu Call of Duty 4: Modern Warfare.
- Dans la version originale, une référence à la chanson Heartbeaker de Pat Benatar est faite par Jeff et Lester lorsque Sarah part du Buy More en faisant semblant de pleurer[2].

### Épisode 10:La Bête noire
- États-Unis : 26 novembre 2007 sur NBC
- Belgique : 19 décembre 2008 sur La Deux
- France : 
  - 25 janvier 2009 sur TF1
  - 29 octobre 2011 sur NT1[1]
- Québec : 6 mai 2009 sur Ztélé

les musiques utilisées sont :
- No One’s Gonna Love You (Band of Horses)
- On Sale Now (Daniel May)
- Sugar Assault Me Now (Pop Levi)

- États-Unis : 8,42 millions de téléspectateurs (première diffusion)

- Anthony Ruivivar (Tommy)

- Chuck et Bryce savent communiquer en Klingon, langage utilisé dans la saga Star Trek.

### Épisode 11:Charité et Faux Billets
- États-Unis : 3 décembre 2007 sur NBC
- Belgique : 26 décembre 2008 sur La Deux
- France : 
  - 1er février 2009 sur TF1
  - 5 novembre 2011 sur NT1[1]
- Québec : 13 mai 2009 sur Ztélé

les musiques utilisées sont :
- Christmas in Hollis (Run–D.M.C.)
- Have a Holly Jolly Christmas (Burl Ives)
- Pimp Juice (Nelly)
- I Melt with You (Modern English)
- Deck the Halls et Giving My Love Up To You (Henry Turner's Crystal Band)
- Oh Come All Ye Faithful et Concertos brandebourgeois III en sol Majeur Allegro (Johann Sebastian Bach)

- États-Unis : 8,41 millions de téléspectateurs (première diffusion)

- Kelvin Han Yee (Rashan Chen)
- Yuriana Kim (Mme Wu)

### Épisode 12:Mariage à la russe
- États-Unis : 24 janvier 2008 sur NBC
- Belgique : 26 décembre 2008 sur La Deux
- France : 
  - 8 février 2009 sur TF1
  - 5 novembre 2011 sur NT1[1]
- Québec : 20 mai 2009 sur Ztélé

les musiques utilisées sont :
- Mexican Hat Dance et Love on the Rocks (Neil Diamond)
- Ultimate (Gogol Bordello)

- États-Unis : 6,88 millions de téléspectateurs (première diffusion)

- Ivana Miličević (Ilsa Trinchina)
- Pavel Lychnikoff (Victor Federov)

- Lors d'une scène de cet épisode, Casey regarde le film Casablanca.

### Épisode 13:Bijoux de famille
- États-Unis : 24 janvier 2008 sur NBC
- Belgique : 26 décembre 2008 sur La Deux
- France : 
  - 15 février 2009 sur TF1
  - 12 novembre 2011 sur NT1[1]
- Québec : 27 mai 2009 sur Ztélé

- États-Unis : 7,02 millions de téléspectateurs (première diffusion)

- Mark Derwin (l'inspecteur Conway)
- Noureen DeWulf (Lizzie)

## Informations sur le coffretDVD
- Intitulé du coffret : Chuck - The Complete First Season (zone 1) / Chuck - L'intégrale de la saison 1
- Édition : Warner Home Video
- Nombres d'épisodes : 13
- Nombres de disques : 4
- Format d'image : Couleur, plein écran, 16/9 (compatible avec le format 4/3), PAL, 1,78:1
- Audio : Dolby Digital 2.0
- Langues : français, anglais, espagnol
  - Sous-titres : français, espagnol, danois, norvégien, portugais, suédois, polonais
- Durée : 534 minutes
- Bonus : scènes coupés de 9 minutes 50 ; un making-of sur Le Monde de Chuck de 14 minutes 50 ; Zachary Levi à propos de son personnage Chuck de 27 minutes ; un bêtisier de 7 minutes 15 ; Le Monde de Chuck en ligne de 5 minutes 15 (quatre vidéos)
- Dates de sortie :
  -  États-Unis : 16 septembre 2008
  -  France : 1er avril 2009